# Даксофон

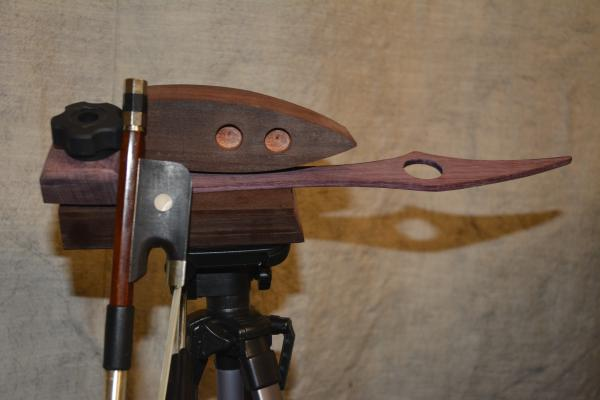
Даксофон

Даксофон (нім. daxophone) — експериментальний електричний музичний інструмент винайдений німецьким музикантом Гансом Райхелем, належить до родини фрикційних ідіофонів. Даксофон може генерувати різноманітні тембри, що нагадуть голоси людей та тварин, створювати комічний ефект.

## Етимологія
Даксофон названий на честь борсука тому, що інструмент може генерувати характерні тваринні тембри. Корінь "дакс" ("dax"), що походить від німецького слова «Dachs» (борсук), видозмінений, щоб назва інструменту стала співзвучною зі словом саксофон.

## Будова
Даксофон складається з язика, резонаторного ящика, смичка та так званого дакса. Язик є плоскою дерев'яною пластиною з приблизними розмірами 330 мм × 30 мм × 5 мм. Для створення багатоманітних тембрів виготовляють язики усіляких форм та з різних порід дерева. Тверді породи типу дуба та ебенового дерева дають більш тонкі та ніжні тембри ніж м'які породи. Під час гри язик закріпляють на резонаторному ящику, який своєю чергою кріпиться на столі або на штативі. Резонаторний ящик містить один або кілька контактних мікрофонів, що вловлюють звук та передають його на колонки, навушники тощо. Дакс має довгасту опуклу форму, приблизні розміри 150 мм × 50 мм, третій вимір обирають з урахуванням розміру долоні музиканта. Одна сторона даксу гладка, зазвичай покрита картоном. Інша сторона даксу містить лади, розташовані у довільній логарифмічній послідовності. Збоку дакс має дві великі дірки для пальців музиканта.

## Галерея

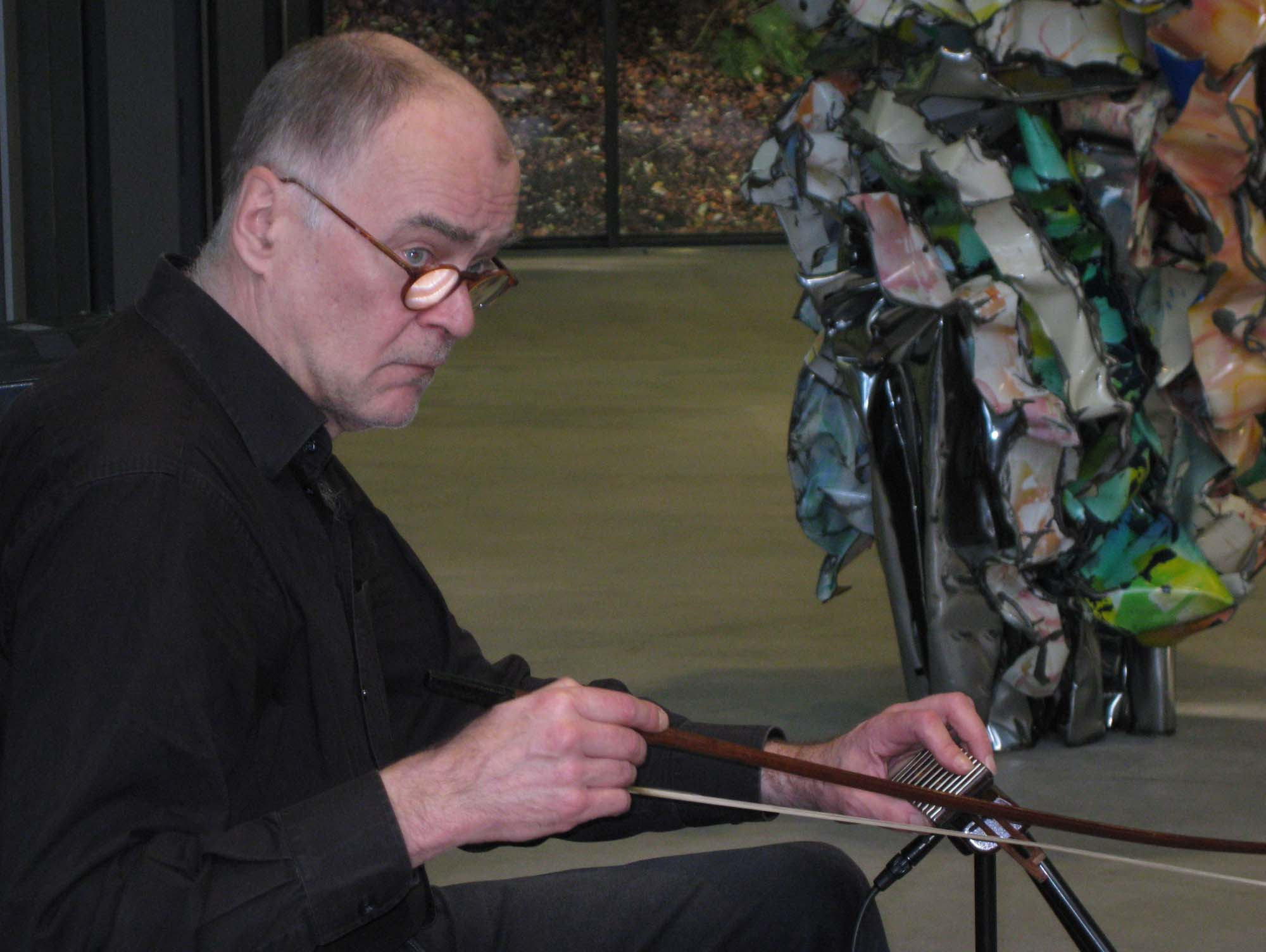
Винахідник даксофона, Ганс Райхель, грає на своєму інструменті
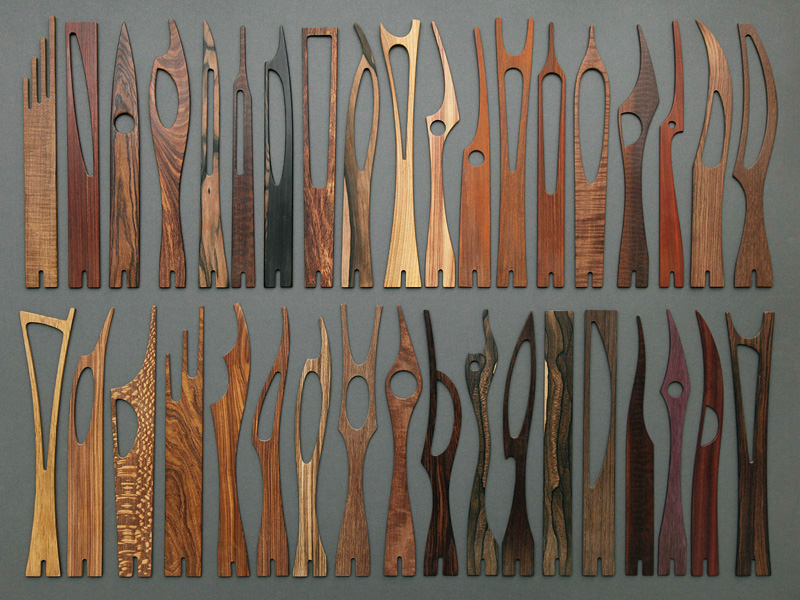
Язики різної форми
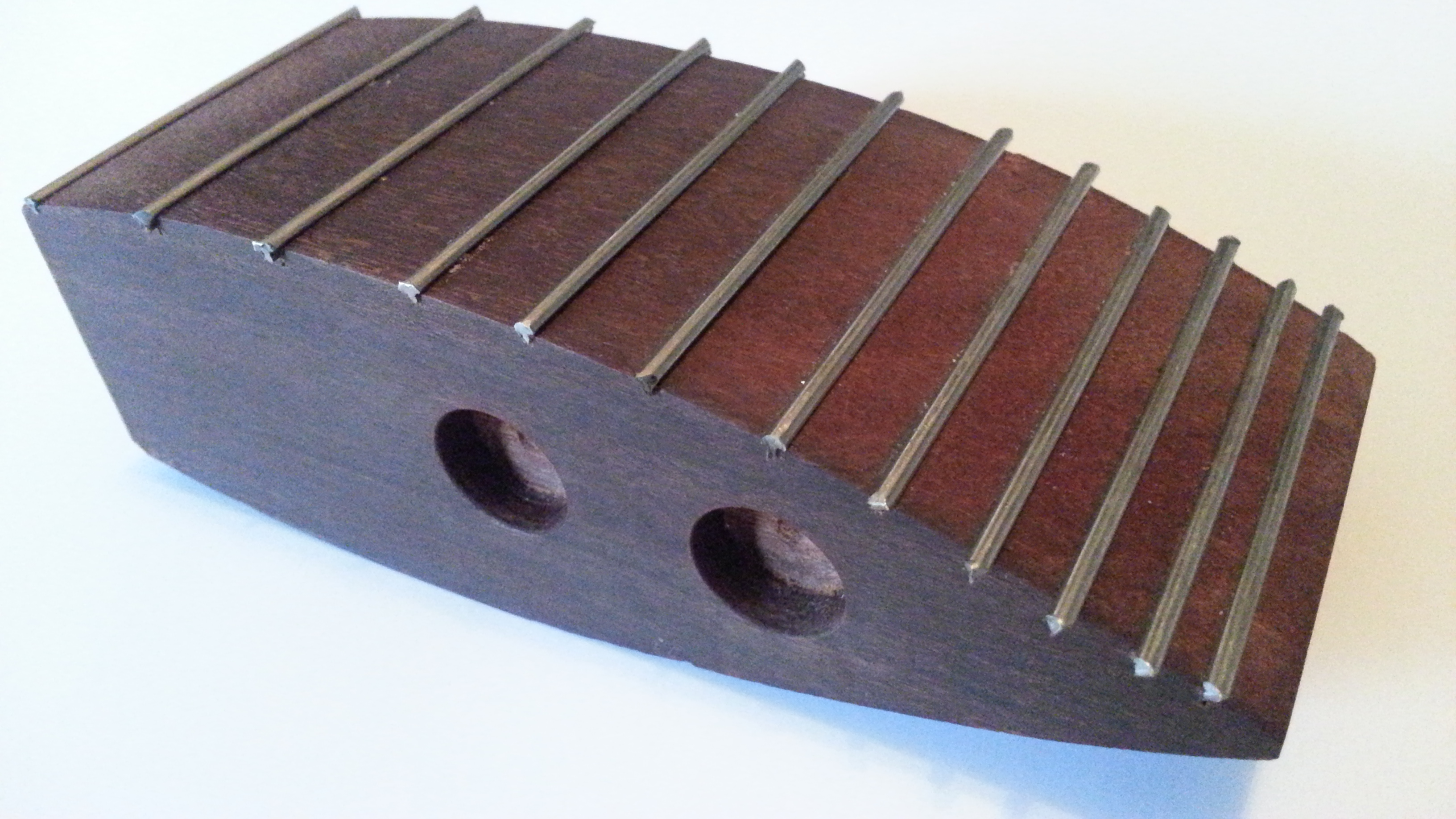
Дакс
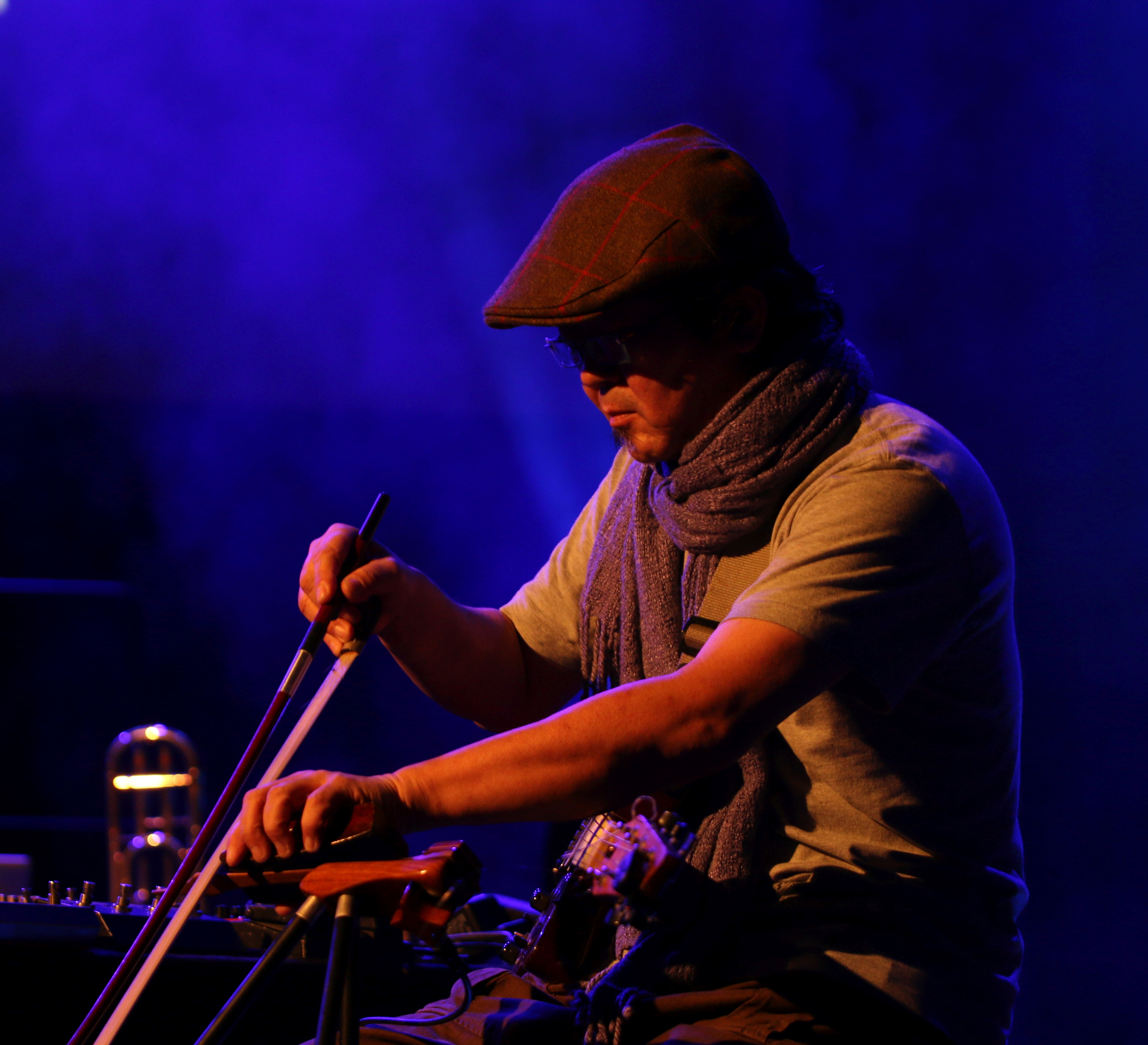
Казухіса Учихаші грає на даксофоні на джазовому фестивалі, 2015 рік
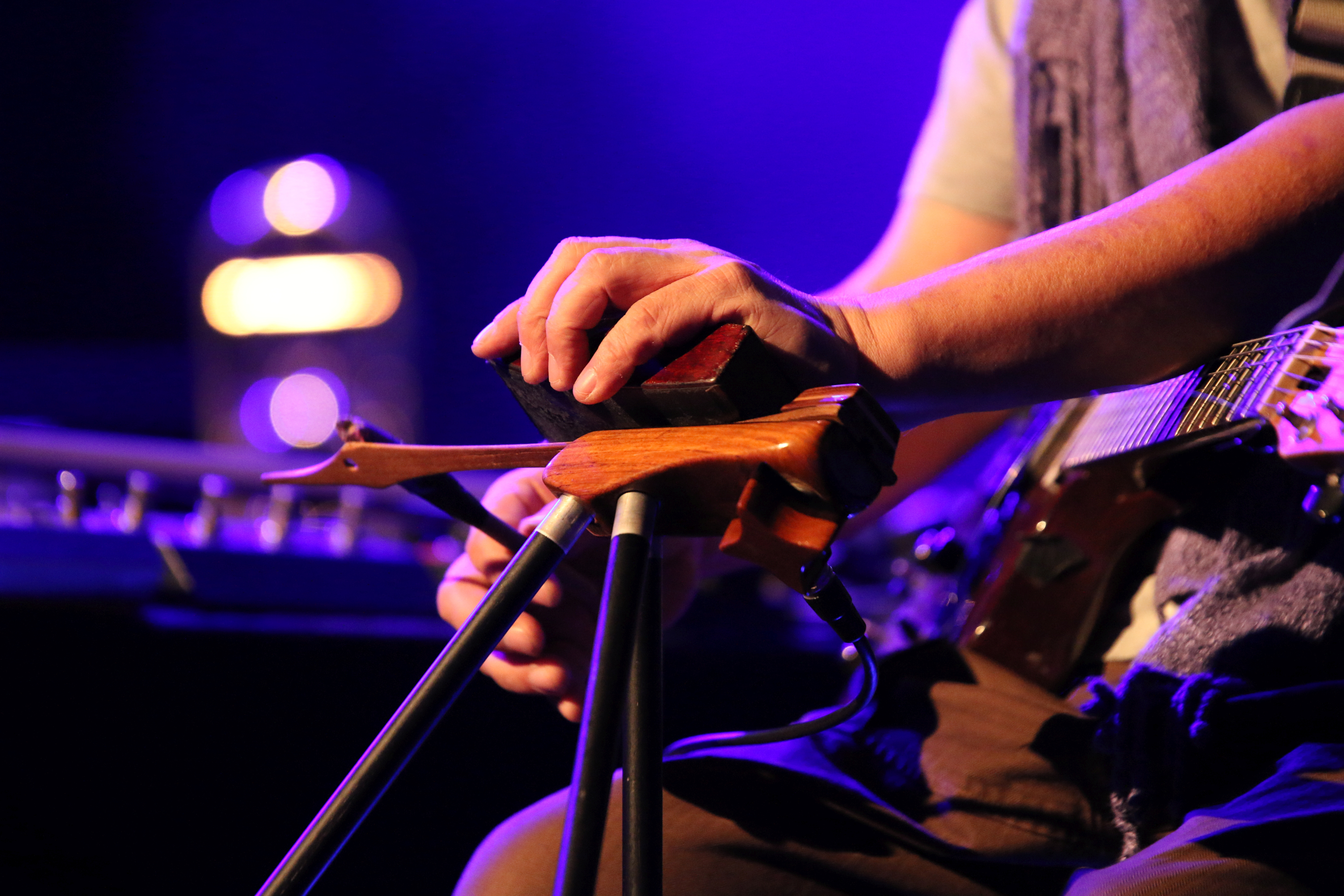
Казухіса Учихаші грає на даксофоні на джазовому фестивалі, 2015 рік

## Даксофоністи
Перелік деяких митців, що грають на даксофоні або пишуть для нього музику.
- Деніел Фішкін (Daniel Fishkin), США
- Мікаель Гьорст (Michael Hearst), США
- Джон Янсен (John C.L. Jansen)
- Ріхард ван Хьозель (Richard van Hoesel)
- Ганс Райхель (Hans Reichel), 1949 — 2011, Німеччина
- Марк Стюарт (Mark Stewart), США
- Казухіса Учихаші (Kazuhisa Uchihashi), Японія
- Oneohtrix Point Never, справжнє ім'я Даніел Лопатін (Daniel Lopatin), США